# Henri (prince des Abodrites)
Pour les articles homonymes, voir Henri.
Henri prince des Abodrites (né avant 1066 – 22 mars ou 7 juin 1127) est un souverain des Abodrites, prince ou roi de 1093 à 1127. Il appartient à la lignée des Nakonides et il est considéré par les chroniqueurs contemporains comme un roi des Slaves (rex Slavorum). Le royaume des Abodrites atteint sous le règne de Henri sa plus grande expansion de l'Elbe à l'Oder et de Havelland à la mer Baltique.

## Origine
Henri est le second fils du prince des Abodrites Gottschalk, un chrétien zélé qui est tué lors d'une insurrection de ses sujets païens en 1066, et de la princesse danoise Sigrid Svendsdatter ; Henri et son demi-frère aîné Budivoj sont élevés respectivement au Danemark et à Lunebourg.
Après la mort de son père, le pays des Abodrites passe finalement sous le contrôle du chef de l'insurrection païenne, un nommé Kruto. Pendant que Henri demeure passif, les Saxons soutiennent son frère Budivoj qui tente de s'emparer du trône et qui est tué par Kruto à Plön en 1075. Kruto devenu vieux est ensuite contraint de se défendre contre l'intervention de Henri soutenu par les Danois en 1090. Kruto ne peut empêcher Henri de ravager et de piller les côtes de Wagrie et sous la pression il doit accepter de rencontrer Henri et de lui concéder une grande partie du royaume des Abodrites en 1093. Bien que  Kruto ait prévu de faire assassiner Henri lors de leur rencontre, Henri réussit à lui succéder en faisant tuer préventivement Kruto avec la complicité de l'épouse de ce dernier nommée Slavina. Henri épouse ensuite la veuve et se met à la tête d'une armée de Slaves et de Saxons qu'il mène à la victoire contre les païens lors d'un combat à Schmilau. Toutefois, selon Helmold, seul l'éclat du soleil couchant empêche les Slaves de gagner la bataille.

## Règne
Au lieu du château de Mecklembourg, Henri choisit Liubice, près du site de la future cité de Lübeck, comme résidence. Il le choisit pour sa proximité avec la Wagrie, le cœur du pays des Abodrites et les Polabes. Henri reste en bons termes avec ses voisins danois et les Saxons, particulièrement le duc Lothaire de Supplinbourg et Adolphe Ier de Holstein. Il invite les  commerçants étrangers, spécialement les Saxons à Liubice. Helmold de Bosau rapporte que  Henri encourage ses sujets à développer l'agriculture. Le prince frappe des monnaies représentant un mur et une tour sur l'avers et une double croix sur le revers.
Helmold rapporte les campagnes d'Henri contre les  Ranes, Kissini, Circipaniens, Liutices, en Poméranie-Occidentale afin de les rendre tributaires. Il est contraint de faire face à des attaques surprises, par la mer, des païens Raniens de Rugia vers 1100. Avec des renforts saxons venant  du Holstein, Henri oblige les Ranes à payer tribut. Lors des hivers 1123-1124 et 1124-1125, Henri conduit des expéditions contre les Ranes après qu'ils ont tué son fils Woldemar et refusé de s'acquitter du tribut. Henri mène  2,000–6,000 hommes pendant la première campagne ; Saxons du Holstein et de Stormarn marchent aux côtés de ses troupes slaves. Le premier hiver la campagne se termine par le paiement par les prêtres des Ranes d'un énorme tribut. La seconde campagne est coordonnée avec le duc Lothaire de Saxe. Henri écrase également les révoltes des  Brisani et Hevelli lors de l'hiver 1100-1101. Pendant que Henri assiège Havelberg pendant un mois, son fils Mistue pille les Linones voisins avec 200 Saxons et 300 Slaves.
Comme chrétien, Henri établit une chapelle dans son château et une église pour la colonie de marchands. Gardant à l'esprit la grande révolte des païens de  1066, Henri n'oblige pas ses sujets à se convertir et ils demeurent païens pour le plus grand nombre. En 1126 Vicelinus évêque d'Oldenbourg en Holstein et ses compagnons Rodolf de Hildesheim et Ludolf de Verden viennent à Liubice et demandent à  Henri l'autorisation de prêcher le christianisme parmi les Slaves. Avec l'appui de Henri, Vicelinus retourne en Saxe afin de préparer une expédition missionnaire. Si Henri laissait à ses populations slaves la liberté de pratiquer leur paganisme, lui-même et sa cour sont exclusivement chrétiens et c'est la seule religion pratiquée dans ses domaines. Pendant l'absence des missionnaires Henri meurt et il est inhumé à Lunebourg, mais Helmold garde le silence sur les causes de son décès.

## Succession
Les tribus de l'est les Hevelli et les Liutices prennent prétexte de la mort de Henri pour proclamer leur indépendance. Les fils aînés de Henri, Woldemar et Mstivoj, sont morts avant lui. Ses plus jeunes fils Knut et Sventipolk (ou Svatopluk/Zwentibold), doivent combattre pour conserver leur héritage. Lorsque Knut est tué en 1128 à Lütjenburg, Sventipolk lui succède sur l'ensemble du territoire. Vicelinus envoie finalement des prêtres à Liubice, mais après que la ville ait été prise et détruite par les Rani, les religieux s'enfuient à Faldera (Neumünster). Sventipolk est tué la même année, et son fils Swineke est tué à son tour en 1129 à Ertheneburg sur l'Elbe. L'Empereur Lothaire II du Saint-Empire offre le titre de « roi des Abodrites »  à Knud Lavard en 1129, mais ce dernier est lui aussi assassiné au Danemark en 1131 lors d'une querelle de succession. Le royaume des Abodrites est finalement partagé entre les païens Niklot et Pribislav.

## Sources
- (en) Cet article est partiellement ou en totalité issu de l’article de Wikipédia en anglais intitulé « Henry (Obotrite prince) » (voir la liste des auteurs).
- (en) James Westfall  Thompson, (1928). Feudal Germany, Volume II. New York: Frederick Ungar Publishing.
- (de) Joachim Herrmann, (1970). Die Slawen in Deutschland. Berlin: Akademie-Verlag GmbH. p. 530.
- Eric Christiansen Les Croisades nordiques 1100-1525 Alerion  (1996)  (ISBN 2910963047).
- Francis Dvornik Les Slaves de l'Antiquité aux débuts de l'Époque Contemporaine Seuil Paris (1970)  (ISBN 9782020026673).
- Charles Higounet Les Allemands en Europe centrale et orientale au Moyen Age Aubier  Paris (1989)  (ISBN 270072223X).